# Баж (Од)
Баж (фр. Bages) — коммуна во Франции в регионе Лангедок — Руссильон, департамент Од.
Население — 817 человек (2006), площадь департамента — 12,53 км². Плотность населения — 65,2 чел/км².
Коммуна расположена на расстоянии около 640 км к югу Парижа, 90 км юго-западнее Монпелье, 55 км восточнее Каркассонна.

## Демография
| 1962 | 1968 | 1975 | 1982 | 1990 | 1999 | 2006 |
| ---- | ---- | ---- | ---- | ---- | ---- | ---- |
| 557  | 558  | 572  | 547  | 694  | 755  | 817  |